# Cuộc đua xe đạp tranh Cúp truyền hình Thành phố Hồ Chí Minh 1999
Cuộc đua xe đạp toàn quốc tranh Cúp truyền hình Thành phố Hồ Chí Minh 1999 là giải đấu lần thứ 11 của Cuộc đua xe đạp toàn quốc tranh Cúp truyền hình Thành phố Hồ Chí Minh do Đài Truyền hình Thành phố Hồ Chí Minh và Tổng cục Thể dục thể thao Việt Nam phối hợp tổ chức, diễn ra từ ngày 22 tháng 4 đến ngày 30 tháng 4 năm 1999. Cuộc đua gồm 8 chặng với tổng lộ trình 969 km, xuất phát từ Thành phố Hồ Chí Minh đến Nha Trang (Khánh Hòa) và ngược lại. Tổng cộng có 69 vận động viên đến từ 12 đội đua đã tham dự cuộc đua lần này.

## Danh sách tham dự
Danh sách này không đầy đủ, bạn cũng có thể giúp mở rộng danh sách.
- Agifish An Giang
- Cảng Sài Gòn
- Công an Tiền Giang
- Đồng Tháp
- Hóc Môn (Thành phố Hồ Chí Minh)
- Quận 1 (Thành phố Hồ Chí Minh)
- Quân khu 7
- Thanh niên Quận 1
- Vĩnh Long

## Lộ trình và kết quả từng chặng
| Chặng | Ngày       | Đoạn đường                                         | Cự ly           | Nhất chặng                       |
| ----- | ---------- | -------------------------------------------------- | --------------- | -------------------------------- |
| 1     | 22 tháng 4 | Thành phố Hồ Chí Minh đi Phan Thiết (Bình Thuận)   | 185 km          | Trịnh Sang Đông (Đồng Tháp)      |
| 2     | 23 tháng 4 | Phan Thiết đi Phan Rang (Ninh Thuận)               | 147 km          | Nguyễn Nam Cực (Cảng Sài Gòn)    |
| 3     | 24 tháng 4 | Phan Rang đi Nha Trang (Khánh Hòa)                 | 102 km          |                                  |
| 4     | 25 tháng 4 | Nha Trang đi Phan Rang                             | 102 km          | Nguyễn Huy Hùng (Vĩnh Long)      |
| 5     | 26 tháng 4 | Phan Rang đi Đà Lạt (Lâm Đồng, đèo Ngoạn Mục)      | 121 km          |                                  |
| —     | 27 tháng 4 | Nghỉ tại Đà Lạt                                    | Nghỉ tại Đà Lạt | Nghỉ tại Đà Lạt                  |
| 6     | 28 tháng 4 | Vòng đua hồ Xuân Hương (Đà Lạt) (10 vòng x 5,1 km) | 51 km           |                                  |
| 7     | 29 tháng 4 | Đà Lạt đi Bảo Lộc (Lâm Đồng)                       | 101 km          | Trương Quốc Thắng (Cảng Sài Gòn) |
| 8     | 30 tháng 4 | Bảo Lộc đi Thành phố Hồ Chí Minh                   | 160 km          | Võ Ngọc Long (Quân khu 7)        |

## Xếp hạng chung cuộc
|               | Vận động viên      | Đội                |
| ------------- | ------------------ | ------------------ |
| Áo vàng       | Nguyễn Thành Quyết | Cảng Sài Gòn       |
| Áo chấm đỏ    | Nguyễn Văn Lợi     | Công an Tiền Giang |
| Áo xanh       | Võ Ngọc Long       | Quân khu 7         |
| Giải đồng đội | Đồng Tháp          | Đồng Tháp          |

## Nhà tài trợ
- Pepsi (Công ty nước giải khát quốc tế IBC)